# Boek van Taliesin
Het Boek van Taliesin (Welsh: Llyfr Taliesin; Engels: Book of Taliesin) is een van de oudste bewaard gebleven Welshe manuscripten. Het dateert uit de eerste helft van de veertiende eeuw en bevindt zich momenteel in de Nationale Bibliotheek van Wales in Aberystwyth. Het manuscript, waaraan enige bladen ontbreken, waaronder het eerste, is bekend onder de naam Peniarth MS 2.
Het werk bevat een collectie gedichten in het Welsh, waarvan de meeste worden toegeschreven aan de dichter Taliesin, die leefde in de tweede helft van de 6e eeuw. Andere gedichten, waaronder elegieën, zijn ontleend aan Latijnse teksten of aan de Welshe traditie. Opvallend zijn de verwijzingen naar koning Arthur, die ook voorkomen in het Zwarte Boek van Carmarthen. Ook bevat het manuscript de oudste vermeldingen in het Westelijk taalgebied van de heldendaden van Herakles en Alexander de Grote.